# Partit Comunista d'Espanya (VIII-IX Congressos)
El Partit Comunista d'Espanya (VIII-IX Congressos) va ser un partit polític espanyol d'ideologia marxista-leninista (encara que alguns sectors polítics li atribueixen una ideologia estalinista) fundat el 1968 pel llavors secretari d'organització del Partit Comunista d'Espanya (PCE) Agustín Gómez a causa del seu desacord amb la condemna de la direcció del PCE a la invasió de Txecoslovàquia pel Pacte de Varsòvia.
El van formar principalment algunes desenes de militants comunistes residents a l'URSS o en països de l'est d'Europa. El 1980 es va fusionar amb el Partit Comunista dels Treballadors (PCT), donant lloc al Partido Comunista de España-Unificado (PCEU) i aquest posteriorment en 1984 amb el Partit Comunista dels Pobles d'Espanya.